# Okręgowy Szpital Kolejowy w Katowicach
Okręgowy Szpital Kolejowy w Katowicach − samodzielny publiczny zakład opieki zdrowotnej znajdujący się w katowickiej dzielnicy Ligota-Panewniki przy ul. Panewnickiej 65.
W szpitalu działa największy w Polsce ośrodek transplantacji rogówki, wykonujący kilkaset zabiegów rocznie. Na oddziale okulistycznym przeprowadzono w 2000 pierwszy w Polsce zabieg transplantacji komórek rozrodczych nabłonka rogówki od spokrewnionego dawcy. W 2010 zespół okulistów pod przewodnictwem prof. dr hab. n. med. Edwarda Wylęgały jako pierwszy w Europie wszczepił pięciu pacjentom protezy rogówki wykonane z tytanu i pleksiglasu.

## Oddziały
W szpitalu znajdują się trzy oddziały:
- Oddział Chirurgii Ogólnej,
- Oddział Chorób Wewnętrznych,
- Oddział Kliniczny Okulistyki z Pododdziałem Okulistyki Dziecięcej (od 2000 r. ordynatorem jest prof. dr hab. n. med. Edward Wylęgała).